# Drusus tenellus
Drusus tenellus là một loài Trichoptera trong họ Limnephilidae. Chúng phân bố ở miền Cổ bắc.